# Digammafunktionen
Digammafunktionen är en speciell funktion som definieras som gammafunktionens logaritmiska derivata:
{\displaystyle \psi (x)={\frac {d}{dx}}\ln {\Gamma (x)}={\frac {\Gamma '(x)}{\Gamma (x)}}.}

## Relation till harmoniska tal
Digammafunktionen är relaterad till harmoniska talen enligt
{\displaystyle \psi (n)=H_{n-1}-\gamma \!}
där Hn är set n:te harmoniska talet, och γ är Eulers konstant.

## Integralrepresentation
Om reella delen av {\displaystyle x} är positiv kan digammafunktionen skrivas som integralerna
{\displaystyle \psi (x)=\int _{0}^{\infty }\left({\frac {e^{-t}}{t}}-{\frac {e^{-xt}}{1-e^{-t}}}\right)\,dt}
och
{\displaystyle \psi (s+1)=-\gamma +\int _{0}^{1}{\frac {1-x^{s}}{1-x}}dx.}

## Serierepresentation
Det finns ett flertal oändliga serier för digammafunktionen:
{\displaystyle \psi (z+1)=-\gamma +\sum _{n=1}^{\infty }{\frac {z}{n(n+z)}}\qquad z\neq -1,-2,-3,\ldots }
Taylorserien är
{\displaystyle \psi (z+1)=-\gamma -\sum _{k=1}^{\infty }\zeta (k+1)\;(-z)^{k}},
som konvergerar för |z|<1. En annan serie är
{\displaystyle \psi (s+1)=-\gamma -\sum _{k=1}^{\infty }{\frac {(-1)^{k}}{k}}{s \choose k}.}

## Reflektionsformel
Digammfunktionen satisfierar reflektionsformeln
{\displaystyle \psi (1-x)-\psi (x)=\pi \,\!\cot {\left(\pi x\right)}.}

## Gauss digammasats
För positiva heltal m och k med m < k gäller
{\displaystyle \psi \left({\frac {m}{k}}\right)=-\gamma -\ln(2k)-{\frac {\pi }{2}}\cot \left({\frac {m\pi }{k}}\right)+2\sum _{n=1}^{\lfloor (k-1)/2\rfloor }\cos \left({\frac {2\pi nm}{k}}\right)\ln \left(\sin \left({\frac {n\pi }{k}}\right)\right).}

## Beräkning och approximering
Digammafunktionen kan approximeras som
{\displaystyle \psi (x)=\ln(x)-{\frac {1}{2x}}-{\frac {1}{12x^{2}}}+{\frac {1}{120x^{4}}}-{\frac {1}{252x^{6}}}+{\frac {1}{240x^{8}}}-{\frac {5}{660x^{10}}}+{\frac {691}{32760x^{12}}}-{\frac {1}{12x^{14}}}+O\left({\frac {1}{x^{16}}}\right)}
som är början av dess asymptotiska expansion. Hela expansionen ges av
{\displaystyle \psi (x)=\ln(x)-{\frac {1}{2x}}+\sum _{n=1}^{\infty }{\frac {\zeta (1-2n)}{x^{2n}}}=\ln(x)-{\frac {1}{2x}}-\sum _{n=1}^{\infty }{\frac {B_{2n}}{2n\,x^{2n}}}}
där {\displaystyle B_{k}} är det k-te Bernoullitalet och {\displaystyle \zeta } är Riemanns zetafunktion.

## Speciella värden
{\displaystyle \psi (1)=-\gamma \,\!}
{\displaystyle \psi \left({\frac {1}{2}}\right)=-2\ln {2}-\gamma }
{\displaystyle \psi \left({\frac {1}{3}}\right)=-{\frac {\pi }{2{\sqrt {3}}}}-{\frac {3}{2}}\ln {3}-\gamma }
{\displaystyle \psi \left({\frac {1}{4}}\right)=-{\frac {\pi }{2}}-3\ln {2}-\gamma }
{\displaystyle \psi \left({\frac {1}{6}}\right)=-{\frac {\pi }{2}}{\sqrt {3}}-2\ln {2}-{\frac {3}{2}}\ln(3)-\gamma }
{\displaystyle \psi \left({\frac {1}{8}}\right)=-{\frac {\pi }{2}}-4\ln {2}-{\frac {1}{\sqrt {2}}}\left\{\pi +\ln(2+{\sqrt {2}})-\ln(2-{\sqrt {2}})\right\}-\gamma }